# Grimmia donniana
Grimmia donniana (deutsch Stumpfdeckel-Kissenmoos) ist eine Laubmoos-Art aus der Familie Grimmiaceae.

## Merkmale
Grimmia donniana bildet meist kleinere und rundliche, dichte, bis 1,5 Zentimeter hohe, dunkelgrüne, durch die Glasspitzen grau schimmernde Polster. Die unteren Stämmchenblätter sind klein, die oberen größer und aufrecht abstehend. Sie sind aus breiter Basis lanzettlich bis schmal lanzettlich, allmählich in die Spitze verschmälert und oben V-förmig gekielt. Die glatte bis schwach gezähnte, hyaline Stachelspitze erreicht bei den oberen Blättern etwa die halbe Länge der Lamina, an den unteren Blättern ist sie kürzer oder fehlt. Die Blattränder sind flach und oben in mehreren Reihen zwei- oder dreizellschichtig. Der untere Blattteil ist durchgehend einzellschichtig. Die Zellen sind unten verlängert rechteckig und am Rand meist in mehreren Reihen hyalin, oben unregelmäßig rundlich-quadratisch mit buchtigen, verdickten Zellwänden.
Die Sporenkapsel auf der 3 Millimeter langen und meist aufrechten Seta ist oval, glatt, aufrecht und bis 1,5 Millimeter lang, der Deckel kurz kegelig mit kleinem Spitzchen, die Haube (Kalyptra) mützenförmig. Die Art ist autözisch (Antheridien und Archegonien an verschiedenen Ästen an derselben Pflanze). Sporenkapseln sind recht häufig vorhanden, Sporenreifezeit ist vom Frühling bis zum Herbst.
Innerhalb der formenreichen Art werden mehrere infraspezifische Sippen mit umstrittenem taxonomischem Wert unterschieden.

## Standortansprüche und Verbreitung
Grimmia donniana wächst in Gebirgslagen auf Silikatgestein in mäßig trockenen bis frischen, oft halbschattigen Lagen. Oft siedelt die Art an alten Trockenmauern oder vereinzelten Felsblöcken.
In Deutschland, Österreich und der Schweiz ist die Art hauptsächlich in den Alpen verbreitet, hier ist sie in den Zentralalpen mäßig häufig. In Deutschland kommt sie außer in den Alpen fast nur in den Mittelgebirgen vor, fehlt im Flachland bis auf wenige Fundorte und ist insgesamt selten. Außereuropäische Vorkommen gibt es in Teilen Asiens, in Nord- und Südamerika, in Nord-, Ost- und Südafrika und in der Antarktis.